# 雪瑞兒·可洛
雪瑞兒·蘇珊·可洛（英語：Sheryl Suzanne Crow，1962年2月11日—），美国創作歌手、唱片製作人、音樂家和演員。她的音樂融合搖滾、民謠、嘻哈、鄉村和流行元素，已九度獲得葛萊美獎肯定。
她曾和滾石樂團同台演出，也曾和眾多知名歌手合唱，包括米克·傑格、麥可·傑克森、艾瑞克·克萊普頓、盧奇亞諾·帕華洛帝、約翰·麥倫坎普、搖滾小子、密雪兒·布蘭奇和史汀等。她曾為蒂娜·透納、唐·亨利和貝琳達·克萊兒演唱和聲，收錄在1991年《劈腿排行榜》電影配樂。可洛的音樂作品包括7張錄音室專輯、2張合輯和1張現場專輯，也曾參與多張電影原聲帶。近期可洛則投入國家廣播公司的《超級製作人》、美國廣播公司的《熟女當道》、迪士尼頻道的《孟漢娜第四季》以及《恢復精神正常和／或恐懼大會》等小螢幕的演出。

## 早年生活
雪瑞兒·蘇珊·可洛在1962年2月11日出生於密蘇里州肯尼特，律師父親溫德爾·可洛擅奏小號，母親柏妮絲則是鋼琴教師。她有2個姊姊和1個弟弟，分別是凱西、凱倫和史蒂芬。
在肯尼特中學時期，可洛擔任樂隊女領隊，同時也是全州田徑選手，曾在75公尺低欄項目拿下不少獎牌。她也參加活力俱樂部（Pep Club）、全國榮譽協會和全國未來農人協會。她隨後進入哥倫比亞市的密蘇里大學就讀，獲得音樂創作、表演和教育的文學士學位。學業之餘，可洛在當地樂團「喀什米爾」演唱。她也是「ΚΑΘ」國際社會姊妹會、「ΣΑΙ」國際音樂女性互助會和「ΟΔΚ」國家領導榮譽學會的成員。可洛後獲得密蘇里大學和吉拉多角的東南密蘇里州大學頒授榮譽博士。
可洛曾說明她的音樂靈感並不限於特定領域，但她非常喜歡在歌曲中加入鼓聲。2008年，她在艾倫·狄珍妮的節目上表示：「如果沒有鼓點，那就算了吧！」

## 音樂生涯
大學畢業後，可洛在密蘇里州芬頓的凱莉森小學擔任音樂老師，假日則在樂團唱歌。一次偶然機遇下，她認識了當地的音樂家和製作人傑·奧利佛。他在聖路易斯父母家的地下室打造了一間錄音室，平時也很熱衷於音樂工作。於是在奧利佛的幫助下，可洛發行了一首短歌，做為聖路易斯百貨公司「Famous-Barr」的廣告曲。她隨後又受邀為麥當勞和豐田汽車作曲。可洛後來在美國節目《60分鐘》上表示，光是那支麥當勞的廣告，就讓她擁有4萬美元的收入。
1987年至1989年間，可洛在麥可·傑克森的Bad世界巡回演唱会擔任和聲歌手，常和麥可一起演唱〈我就是無法停止愛你〉。她也為許多知名歌手錄製和聲，包括史提夫·汪達、貝琳達·克萊兒和唐·亨利。

## 私人生活
可洛自2003年起和公路自行車賽職業車手藍斯·阿姆斯壯交往。他們在2005年9月宣布婚訊，但隔年2月因對婚姻和小孩的理念不同而分手。在和阿姆斯壯結束交往後不久，可洛前往洛杉磯投入乳癌治療，並在放射線療法後，於2006年2月進行微創手術。
2007年5月11日，可洛在官網上宣布她收養了一名出生於2007年4月29日、2週大的男嬰，取名懷亞特·史蒂芬·可洛。她和懷亞特定居在田納西州納什維爾外的大農場。2010年6月4日，可洛發布她收養第二名男孩的消息。男孩出生於2010年4月30日，命名為李維·詹姆斯·可洛。

## 音樂作品
- 1993年：《星期二夜晚俱樂部》（Tuesday Night Music Club）
- 1996年：《同名專輯》（Sheryl Crow）
- 1998年：《環球樂章》（The Globe Sessions）
- 2002年：《呼朋引伴》（C'mon C'mon）
- 2005年：《野地狂花》（Wildflower）
- 2008年：《漫漫長路》（Detours）
- 2010年：《距離孟菲斯100哩》（100 Miles from Memphis）
- 2013年：（Feels Like Home）
- 2017年：（Be Myself）
- 2019年：（Threads）
- 2024年：（Evolution）

## 外部連結
- 官方網站 （页面存档备份，存于）
- 中的“雪瑞兒·可洛”
- 官方網站在互联网电影资料库（IMDb）上的資料（英文）